# Gymnema cuspidatum
Gymnema cuspidatum är en oleanderväxtart som först beskrevs av Carl Peter Thunberg, och fick sitt nu gällande namn av Carl Ernst Otto Kuntze. Gymnema cuspidatum ingår i släktet Gymnema och familjen oleanderväxter. Utöver nominatformen finns också underarten G. c. stenolobum.